# Йота-варіант SARS-CoV-2
Йота-варіант, також відомий як лінія B.1.526, є одним із варіантів SARS-CoV-2, вірусу, що викликає COVID-19. Вперше його виявили в Нью-Йорку в листопаді 2020 року. Варіант з’явився з двома помітними мутаціями: спайкова мутація E484K, яка може допомогти вірусу уникнути антитіл, і мутація S477N, яка може допомогти вірусу міцніше зв’язуватися з клітинами людини. 
До лютого 2021 року він швидко поширився в регіоні Нью-Йорка і становив приблизно одну з чотирьох вірусних послідовностей. Станом на 11 квітня 2021 року цей варіант був виявлений щонайменше у 48 штатах США та 18 країнах.
Згідно зі спрощеною схемою найменування, запропонованою Всесвітньою організацією охорони здоров’я, B.1.526 позначено як йота-варіант і вважається варіантом, що викликає інтерес (VOI), але ще не варіантом, що викликає занепокоєння.

## Мутації
Геном Йота (B.1.526) містить такі амінокислотні мутації, усі з яких містяться в коді спайкового білка вірусу: L5F, T95I, D253G, E484K, D614G та A701V.

Амінокислотні мутації варіанту SARS-CoV-2 Йота нанесені на карту геному SARS-CoV-2 з акцентом на спайку.

## Історія
Збільшення варіанту Йота було зафіксовано дослідниками з Каліфорнійського технологічного інституту шляхом сканування на наявність мутацій у базі даних, відомій як GISAID, глобальна наукова ініціатива, яка задокументувала понад 700 000 геномних послідовностей SARS-CoV-2.
Частка випадків у США, представлених варіантом Iota, різко знизилася до кінця липня 2021 року, оскільки варіант Delta став домінуючим.

## Статистика
| Country                                     | Confirmed cases | Last Reported Case         |
| ------------------------------------------- | --------------- | -------------------------- |
| USA                                         | 45,558          | 24 June 2021               |
| Шаблон:Дані країни Ecuador                  | 168             | 10 June 2021               |
| Canada                                      | 158             |                            |
| Spain                                       | 119             | 17 June 2021               |
| Шаблон:Дані країни Colombia                 | 115             | 24 May 2021                |
| Шаблон:Дані країни Aruba                    | 103             | 10 June 2021               |
| Шаблон:Дані країни Germany                  | 56              | 22 June 2021               |
| Шаблон:Дані країни Mexico                   | 50              | 11 June 2021               |
| Шаблон:Дані країни United Kingdom           | 43              | 16 May 2021                |
| Шаблон:Дані країни Sint Maarten             | 17              | 27 May 2021                |
| Шаблон:Дані країни Ireland                  | 13              | 7 May 2021                 |
| Шаблон:Дані країни Switzerland              | 12              | 17 May 2021                |
| Шаблон:Дані країни Chile                    | 11              | 12 May 2021                |
| Шаблон:Дані країни Denmark                  | 9               | 31 May 2021                |
| Шаблон:Дані країни Israel                   | 9               | 26 April 2021              |
| Шаблон:Дані країни Suriname                 | 9               | 10 May 2021                |
| Шаблон:Дані країни Argentina                | 8               | 26 April 2021              |
| Шаблон:Дані країни Belgium                  | 8               | 18 April 2021              |
| Шаблон:Дані країни Dominican Republic       | 8               | 10 June 2021               |
| France                                      | 8               | 25 May 2021                |
| Шаблон:Дані країни Lithuania                | 8               | 28 May 2021                |
| Шаблон:Дані країни Singapore                | 7               | 4 April 2021               |
| Australia                                   | 6               | 21 May 2021                |
| Шаблон:Дані країни Italy                    | 6               | 4 May 2021                 |
| Шаблон:Дані країни Luxembourg               | 6               | 05 March 2021              |
| Шаблон:Дані країни Costa Rica               | 5               | 21 May 2021                |
| Шаблон:Дані країни Netherlands              | 5               | 19 April 2021              |
| Russia                                      | 5               | 4 June 2021                |
| Шаблон:Дані країни Croatia                  | 4               | 9 February 2021            |
| Japan                                       | 4               | 7 May 2021                 |
| Шаблон:Дані країни South Korea              | 4               | 14 April 2021              |
| Шаблон:Дані країни Sweden                   | 4               | 14 May 2021                |
| Шаблон:Дані країни Turkey                   | 4               | 4 May 2021                 |
| Шаблон:Дані країни Malta                    | 4               | 21 December 2020           |
| Шаблон:Дані країни India                    | 3               | 24 March 2021              |
| Dominica                                    | 3               | 15 January 2021            |
| Шаблон:Дані країни Slovenia                 | 3               | 18 May 2021                |
| Шаблон:Дані країни Austria                  | 2               | 22 April 2021              |
| Шаблон:Дані країни Ghana                    | 2               | 20 March 2021              |
| Шаблон:Дані країни Grenada                  | 2               | 17 January 2021            |
| Шаблон:Дані країни Indonesia                | 2               | 8 January 2021             |
| Jamaica                                     | 2               | 2 February 2021            |
| Шаблон:Дані країни Liberia                  | 2               | 14 May 2021                |
| Шаблон:Дані країни Portugal                 | 2               | 4 March 2021               |
| Шаблон:Дані країни Romania                  | 2               | 17 April 2021              |
| Anguilla                                    | 1               | 21 April 2021              |
| Шаблон:Дані країни Antigua and Barbuda      | 1               | 3 May 2021                 |
| British Virgin Islands                      | 1               | 25 January 2021            |
| Шаблон:Дані країни Cayman Islands           | 1               | 15 April 2021              |
| China                                       | 1               |                            |
| Curacao                                     | 1               | 30 April 2021              |
| Шаблон:Дані країни Finland                  | 1               | 14 March 2021              |
| Шаблон:Дані країни Guadeloupe               | 1               | 9 March 2021               |
| Шаблон:Дані країни New Zealand              | 1               | 16 March 2021              |
| Шаблон:Дані країни Poland                   | 1               | 31 March 2021              |
| Шаблон:Дані країни Turks and Caicos Islands | 1               | 22 March 2021              |
| Шаблон:Дані країни Venezuela                | 1               | 8 May 2021                 |
| World (57 countries)                        | Total: 46,589   | Total as of 11 August 2021 |